# المقرانة (حجاج)
المقرانة بلدة وحصن من عزلة حجاج من مخلاف الحبيشية على مسافة 20 كيلو متر في الغرب من جبن ولم يبق من البلدة إلا عدد قليل من البيوت العامرة المسكونة ومسجد صغير فقط، مع أنها كانت بلدة واسعة عامرة بالمدارس والمساجد حينما كانت حاضرة في النصف الأخير من المائة التاسعة وصدراً من المائة العاشرة
تعتبر المقرانة اليوم قرية من عزلة حجاج مديرية جبن من محافظة الضالع في الجمهورية اليمنية ويبلغ تعداد سكانها 221 حسب تعداد اليمن لعام 2004م.